# Maria Vilardell i Viñas
Maria Vilardell i Viñas (* 1922 in Barcelona; † 22. März 2011 ebenda) war eine katalanische klassische Pianistin und Musikförderin. Sie war die Enkelin des Tenors Francesc Viñas i Dordal (1863–1933) und die Ehefrau des Barceloneser Pianisten und Musikförderers Miguel Lerín. Maria Vilardell wird der Katalanischen Pianistenschule zugerechnet.

## Leben und Werk
Maria Viardell wurde 1922 in Barcelona geboren. Bereits in jungen Jahren zeigte Maria Vilardell tiefes Einfühlungsvermögen und Verständnis für klassische Musik. Ihre Mutter begleitete zu Hause oft ihren Großvater, den Tenor Francesc Viñas am Klavier. Mit diesem ging Maria Viardell oft ins Gran Teatre del Liceu von Barcelona, wo er ihr die Musik der Opern erklärte. Sie selbst wurde musikalisch aber nicht im Fach Gesang, sondern als Pianistin zunächst bei dem Granados-Schüler Frank Marshall und später in Vertiefungsstudien bei Alicia de Larrocha ausgebildet.
In ihrer pianistischen Frühphase führte sie Werke katalanischer und spanischer Komponisten der klassischen, romantischen und zeitgenössischen Ära im In- und Ausland öffentlich auf. Ihrer Karriere als Pianistin ordnete sie ihrer Rolle als Ehefrau und Mutter in dieser Zeit unter. Als ihr Vater 1967 starb, übernahm sie die Leitung des von diesem 1964 in Gedenken an den großen Wagner-Tenor Francesc Viñas gegründeten Internationalen Gesangswettbewerb Francesc Viñas. Sie entwickelte diese jährlich stattfindende Veranstaltung zu einem der wichtigsten Gesangswettbewerbe der Welt. 1992 wurde sie für ihre Leistungen um diesen Gesangswettbewerb von der Generalitat de Catalunya mit dem Creu-de-Sant-Jordi ausgezeichnet.
Vilardell spielte zahlreiche Radioaufnahmen ein. Sie nahm zwei CDs mit katalanischer und spanischer Klaviermusik auf.